# Gallinula melanops
La gallineta pintada (Gallinula melanops), también conocida como tagüita, polla pintada, polla sabanera, polla de agua pico verde, pollona pintada y tingua moteada, es una especie de ave gruiforme de la familia Rallidae que se distribuye por América del Sur.

## Características
La gallineta pintada es más pequeña que la gallineta americana, es confiada, y nada entre la vegetación flotante con un cabeceo rítmico. Su pecho, cuello y la parte trasera de la cabeza son de color gris plomizo, con el píleo y el frontal del rostro negros. Su dorso es castaño, y su flanco y bajo vientre también son castaños con motas blancas. Tiene el pico corto verde amarillento, al igual que su estrecho escudo frontal. Sus patas son verdes amarillentas y el iris de sus ojos es rojo. Los juveniles son pardos, con la garganta blanca.

## Historia natural
Muy buena nadadora y buceadora como todas las pollas de agua, evitan volar. Su alimento es vegetación acuática de bordes de playas, aunque se zambulle para tomar la del fondo.
Nidifica en tierra, pudiendo situar el nido en el agua, tipo flotante, el cual construyen con jucaceas y gramíneas, ponen de 4 a 6 huevos de color blanco con pintas oscuras.

## Subespecies
La especie tiene tres subespecies de amplia distribución geográfica:

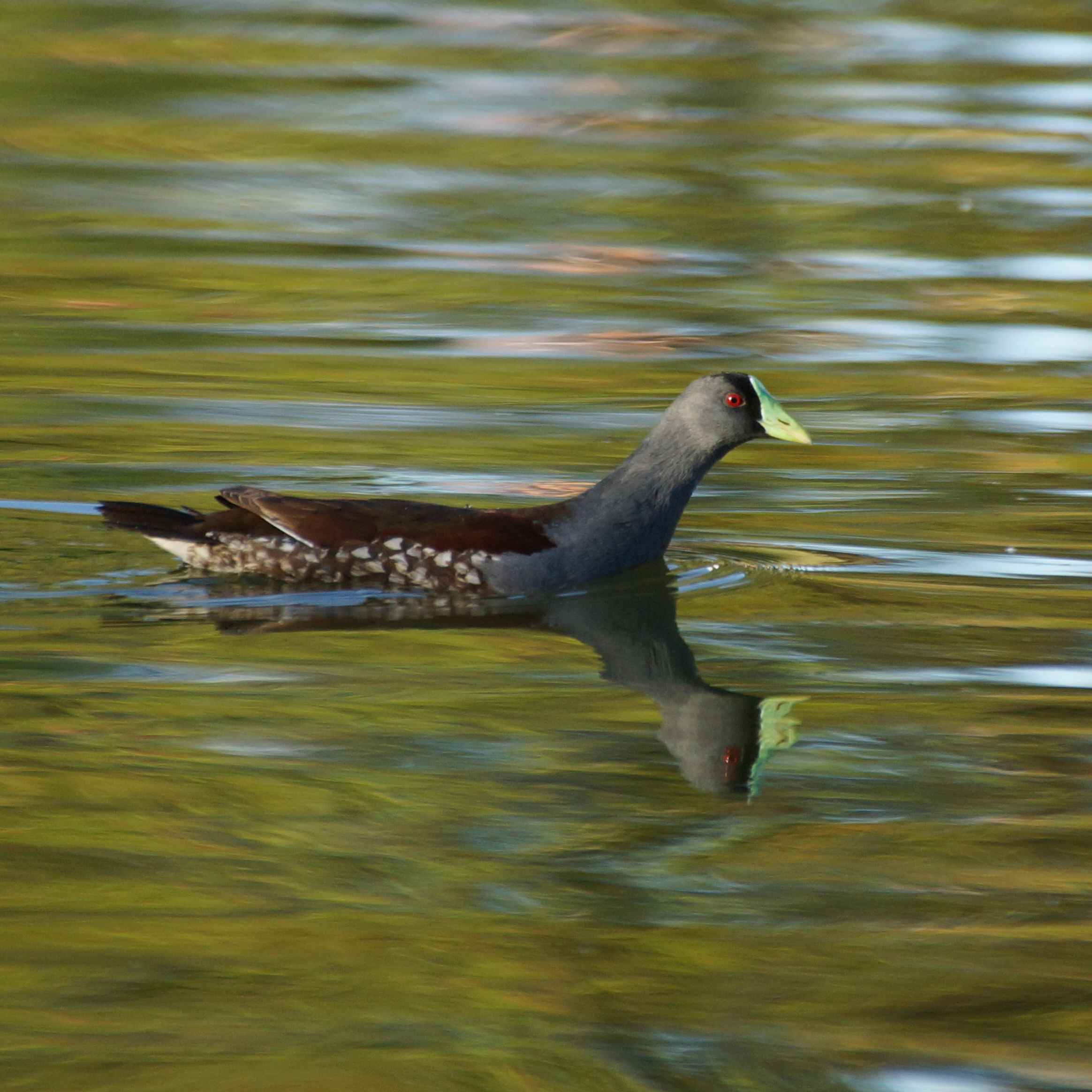
Ejemplar de la subespecie "bogotensis". Se encuentra en los amenazados humedales del altiplano cundiboyacense, incluyendo los de la Reserva Forestal Thomas van der Hammen.

- Gallinula melanops bogotensis (Chapman, 1914) - endémica de la Cordillera Oriental de Colombia, actualmente se encuentra en peligro crítico de extinción.
- Gallinula melanops crassirostris (Gray, J. E., 1829) - O Argentina y Chile.

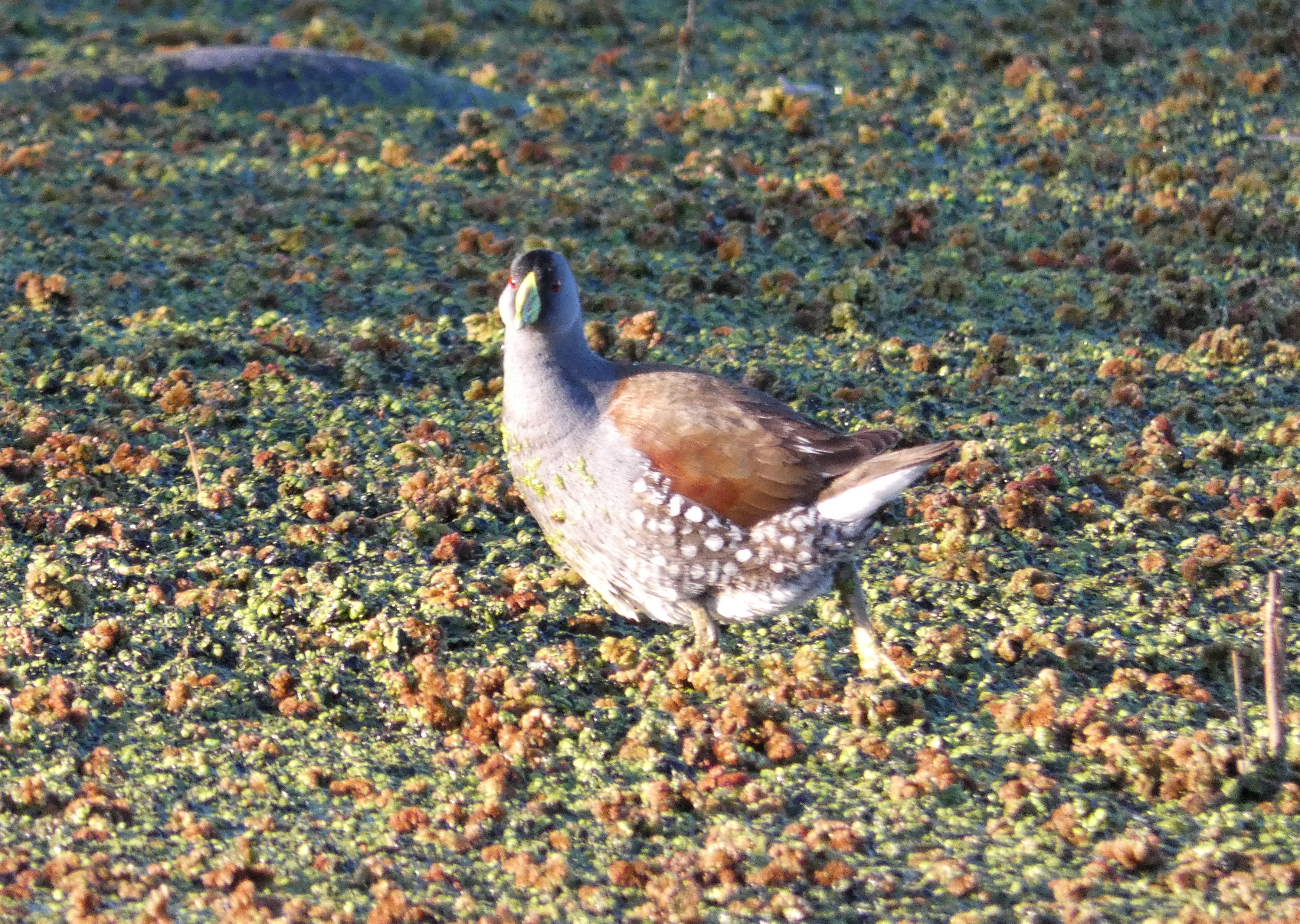
Polla pintada (Gallinula melanops), Uruguay, 2019. Museo Nacional de Historia Natural de Uruguay.

- Polla pintada (Gallinula melanops), Uruguay, 2019. Museo Nacional de Historia Natural de Uruguay.Gallinula melanops melanops (Vieillot, 1819)  - Perú al E Bolivia, E Brasil a Uruguay, N Argentina y Paraguay.